# Bantu Holomisa
Harrington Bantubonke "Bantu" Holomisa (ur. 25 lipca 1955) - generał i polityk południowoafrykański.
Pochodzi z ludu Xhosa. Dowodził armią bantustanu Transkei (formalnie państwa niepodległego). Po dokonaniu przez siebie przewrotu został przewodniczącym Rady Wojskowej (szefem państwa i rządu) Transkei (1987-1994), następnie, z ramienia Afrykańskiego Kongresu Narodowego (ANC), wszedł w skład rządu (1994-1996). W 1998 współzakładał Zjednoczony Ruch Demokratyczny.